# Década (álbum)
Década é o quarto álbum de estúdio do grupo de rap brasileiro Ao Cubo, lançado em abril de 2014 pela gravadora Sony Music Brasil.
A obra visou comemorar os dez anos de carreira da banda, incluindo um show gravado em São Paulo, com músicas dos discos anteriores. Sua versão em CD, no entanto, deu prioridade ao repertório inédito, formado por sete músicas que contam com as participações de Lázaro, Thalles Roberto, Matheus Bird e Dexter. Em seguida, o álbum traz as músicas de maior sucesso do grupo em regravações ao vivo, como "Naquela Sala" e "1980".

## Faixas
1. "Estamos mas não Somos"
2. "Cicatrizes"
3. "Bye Bye Tristeza"
4. "Abençoado por Deus"
5. "Edvaldo 3"
6. "Quem Te Viu"
7. "Tcheguedie"
8. "Põe na Conta"
9. "Nasci pra Vencer"
10. "Naquela Sala"
11. "Mil Desculpas"
12. "Filhos"
13. "Cinderela"
14. "1980"